# 接合辞
接合辞 (せつごうじ) あるいは中間接辞 (ちゅうかんせつじ) とは、接辞の一種で、二つ以上の語を結び付けて複合語を作る時に間に挟む形態素である。
ドイツ語では、-s- が接合辞である。名詞 Arbeitszimmer (仕事部屋) は、 Arbeit (仕事) と Zimmer (部屋) からなる合成語であり、間に接合辞 -s- が使われている。これは使われないこともあり、 Schlafzimmer (寝室) は単に Schlaf (眠り) と Zimmer がつながっただけである。
例は少ないが日本語の「はるさめ」（はる-s-あめ）、「まっさお」（ま-ss-あお）の-s-も接合辞と見ることができる。また連濁についても接合辞であった鼻音に由来するとの考えがある。その他に「みなも（水面）」「まなじり（眦、目な尻）」の「な」、その異形とされる「けだもの（獣、毛だ物）」「くだもの（果物、木だ物）」の「だ」、「国つ神」の「つ」などがあるが、これらは古語の連体助詞に由来すると見られる。